# Ouge
Ouge település Franciaországban, Haute-Saône megyében. Lakosainak száma 108 fő (2022. január 1.). Ouge Laferté-sur-Amance, Fayl-Billot, Pierremont-sur-Amance, Velles, Chauvirey-le-Châtel, La Quarte és Vitrey-sur-Mance községekkel határos.

## Népesség
A település népességének változása:
| Lakosok száma | 119  | 107  | 102  | 105  | 108  | 111  | 109  | 108  |
|               | 2013 | 2015 | 2017 | 2018 | 2019 | 2020 | 2021 | 2022 |